# The Ghouls
"The Ghouls" es el cuarto episodio de la primera temporada de la serie de televisión de drama posapocalíptica estadounidense Fallout. El episodio fue escrito por el coproductor ejecutivo Kieran Fitzgerald y dirigido por el coproductor ejecutivo Daniel Gray Longino. Fue lanzado en Amazon Prime Video el 10 de abril de 2024, junto con el resto de la temporada.
La serie describe las consecuencias de una guerra nuclear apocalíptica en una historia alternativa de la Tierra donde los avances en la tecnología nuclear después de la Segunda Guerra Mundial condujo al surgimiento de una sociedad retrofuturista y a una posterior guerra por los recursos. Los supervivientes se refugiaron en refugios nucleares conocidos como Vaults, construidos para preservar a la humanidad en caso de una aniquilación nuclear. En el episodio, Lucy es cambiada por Howard a recolectores de órganos, mientras Norm descubre secretos del Refugio 33.
El episodio recibió críticas extremadamente positivas de los críticos, quienes elogiaron el desarrollo y el ritmo del personaje.

## Trama
El Ghoul lleva a Lucy a través del páramo. Visita a un viejo amigo, Roger, que está a punto de volverse salvaje debido a que se le acaban los viales. El Ghoul se queda con él en sus últimos momentos, y cuando Roger recuerda un recuerdo feliz, el Ghoul lo mata abruptamente con un disparo, salvándolo de su destino inevitable. Luego comienza a comerse su cadáver, ante el rechazo de Lucy. Más tarde, Lucy se siente obligada a beber agua contaminada al no tener otra opción. Ella lucha contra el Ghoul y le arranca el dedo de un mordisco. En represalia, le corta uno de los dedos con un cuchillo.
En el Refugio 33, se acercan las elecciones para nombrar un nuevo supervisor. Norm, sin embargo, comienza a sospechar que algo sucedió en el Refugio 32, especialmente después de hablar con un asaltante encarcelado. Cuando se le niega el acceso a los registros del Refugio, él y Chet deciden colarse en el Refugio 32 e investigar. Se horrorizan al descubrir cadáveres en descomposición, la mayoría de los cuales han estado muertos durante años, y evidencia de que los Habitantes se mataron entre sí. También descubren las palabras "Muerte a la gestión" y "Sabemos la verdad" escritas con sangre. Norm también se sorprende al descubrir que los asaltantes entraron usando el Pip-Boy de su madre Rose.
En Los Ángeles, Ghoul lleva a Lucy a un supermercado abandonado. Habla con "Snip Snip", un robot homicida Mister Handy que ha ganado sensibilidad, y le cambia a Lucy a cambio de sustancias químicas. Poco después de que se complete el trato, el Ghoul colapsa debido a la abstinencia de viales.
Snip Snip reemplaza el dedo de Lucy y revela que debe extraer sus órganos, antes de intentar dominarla y matarla. Ella se defiende, desactiva a Snip Snip y libera a varios ghouls capturados para distraer a sus hombres. Martha, una demonio casi salvaje, también ataca a Lucy, obligándola a matar por primera vez. Posteriormente, Lucy toma algunas de las drogas y, a pesar de sus acciones, se las da al Ghoul apenas consciente antes de irse. El Ghoul se recompone y asalta el escondite de Snip Snip en busca de más sustancias químicas y armas. Luego pone una cinta de una de sus viejas películas y, mientras recuerda, intenta copiar el movimiento de su pistola con el dedo, solo para recordar que le falta el dedo.

## Producción

### Música
La partitura está compuesta por Ramin Djawadi. El episodio incluyó muchas canciones, incluidas "Let's Go Sunning" de Jack Shaindlin, "It Ain't the Meat (It's the Motion)" de The Swallows, "Journey Into Melody" de Sam Fonteyn y " I Can Dream, Can't I?" de The Andrews Sisters.

## Lanzamiento
El episodio, junto con el resto de la temporada, se estrenó el 10 de abril de 2024 en Amazon Prime Video. Originalmente, la temporada estaba programada para estrenarse el 12 de abril de 2024.

## Recepción de la crítica
"The Ghouls" recibió críticas extremadamente positivas por parte de los críticos. William Hughes de The A.V. Club le dio al episodio una calificación de "A–" y escribió: "este episodio es algo así como dos: no solo vemos a Chet y Norm investigando las ruinas del Refugio 32, sino también a Lucy limpiando una mazmorra clásica de Fallout (un supermercado abandonado) después de que Ghoul la vende a dos de los recolectores de órganos más afables que jamás hayamos visto en la televisión. Eso también significa que tenemos mucho tiempo con Matt Berry como el alegre robot de disección Snip-Snip y el más jodido de Fallout. No hay ninguna escena de sexo desde la última, así que, sinceramente, ¿qué es lo que no te puede gustar?".
Jack King de Vulture le dio al episodio una calificación de 4 estrellas sobre 5 y escribió: "La terrible experiencia de Lucy con el Ghoul sería suficiente para poner a prueba la determinación de cualquiera, pero este episodio fue el primero en el que realmente trató de ponerla a prueba. Su descenso en el oscuro corazón del Super Duper Mart hay un crisol que despoja lo que queda de su inocencia".
Sean T. Collins de Decider escribió: "No hay material de Maximus en este episodio, por lo que está un poco fuera de modelo en ese sentido. Sin embargo, estoy empezando a sonar como un disco rayado, pero violencia retorcida, monstruos divertidos, chistes sólidos y una mente sucia parece ser una fórmula ganadora para Fallout, incluso con el director Daniel Gray Longino y el escritor Kieran Fitzgerald reemplazando al equipo inicial de Jonathan Nolan, Geneva Robertson-Dworet y Graham Wagner. Cada episodio se siente como comenzar. comienzo de un nuevo nivel". Ross Bonaime de Collider le dio al episodio un 7 sobre 10 y escribió: "Incluso en un episodio que tiene lugar principalmente en una tienda de comestibles destrozada, podemos tomarlo como un microcosmos del mundo más grande de Fallout fuera de esas puertas. Entre En esta entrega y en la anterior, Fallout destaca por ampliar nuestra visión centrándose en historias de menor escala que exploran las duras verdades sobre su mundo".
Joshua Kristian McCoy de Game Rant le dio al episodio una calificación de 4 estrellas sobre 5 y escribió: "Fallout continúa superándose a sí mismo. Sin su material original, sería una emocionante serie de acción post-apocalíptica. Con él, el programa probablemente se convierta en la mejor entrada desde New Vegas. Si bien algunos elementos fracasan, cada entrada en Fallout ha sido un placer de ver. Este será un éxito de observación. "The Ghoul" se presenta como una exploración fascinante del monstruo titular y la humanidad que una vez. reclamado". Greg Wheeler de The Review Geek le dio al episodio una calificación de 3,5 estrellas sobre 5 y escribió: "Explorar los diferentes refugios y descubrir las historias en las computadoras son algunas de las mejores tramas secundarias fuera de las tramas de Fallout: New Vegas y escritura compleja, por lo que definitivamente es una inclusión bienvenida".